# Filips van Mantes
Filips van Mantes (1093 - na 1133) was graaf van Mantes en was de oudste zoon van koning Filips I van Frankrijk uit zijn tweede huwelijk met Bertrada van Montfort. Hij trouwde in 1104 trouwde hij met Elisabeth van Montlhéry, erfdochter van Guy II van Montlhéry.
In 1109 erfde Filips van Mantes de kastelen van Mantes-la-Ville en Montlhéry van zijn schoonvader. Door de hoge tolgelden die hij hief in zijn gebied voor de kooplieden werd hij gedagvaard door het hof van zijn oudere halfbroer Lodewijk VI van Frankrijk. Filips weigerde zich te schikken in de zaak en het kwam tot een strijd tussen de twee halfbroers. Filips van Mantes trok zich uiteindelijk terug naar het kasteel van zijn oom in Évreux. In 1123 werd hij definitief verslagen door koning Lodewijk.

## Voorouders
| Voorouders van Filips van Mantes (1093-1133) | Voorouders van Filips van Mantes (1093-1133)                              | Voorouders van Filips van Mantes (1093-1133)                              | Voorouders van Filips van Mantes (1093-1133)                            | Voorouders van Filips van Mantes (1093-1133)                            | Voorouders van Filips van Mantes (1093-1133)                            | Voorouders van Filips van Mantes (1093-1133)                            | Voorouders van Filips van Mantes (1093-1133)                            | Voorouders van Filips van Mantes (1093-1133)                            |
| -------------------------------------------- | ------------------------------------------------------------------------- | ------------------------------------------------------------------------- | ----------------------------------------------------------------------- | ----------------------------------------------------------------------- | ----------------------------------------------------------------------- | ----------------------------------------------------------------------- | ----------------------------------------------------------------------- | ----------------------------------------------------------------------- |
| Overgrootouders                              | Robert II van Frankrijk (972-1031) ∞ 1003 Constance van Arles (1086-1034) | Robert II van Frankrijk (972-1031) ∞ 1003 Constance van Arles (1086-1034) | Jaroslav de Wijze (978-1054) ∞ 1019 Ingegred van Zweden (1033-1113)     | Jaroslav de Wijze (978-1054) ∞ 1019 Ingegred van Zweden (1033-1113)     | Amalrik I van Montfort (–1053) ∞ Bertrada van Gometz (-)                | Amalrik I van Montfort (–1053) ∞ Bertrada van Gometz (-)                | Richard van Évreux (1011-1067) ∞ Godechildis (–)                        | Richard van Évreux (1011-1067) ∞ Godechildis (–)                        |
| Grootouders                                  | Hendrik I van Frankrijk (1008-1060) ∞ 1051 Anna van Kiev (1036-1078)      | Hendrik I van Frankrijk (1008-1060) ∞ 1051 Anna van Kiev (1036-1078)      | Hendrik I van Frankrijk (1008-1060) ∞ 1051 Anna van Kiev (1036-1078)    | Hendrik I van Frankrijk (1008-1060) ∞ 1051 Anna van Kiev (1036-1078)    | Simon I van Montfort (1025-1087) ∞ 1050 Agnes van Évreux (-)            | Simon I van Montfort (1025-1087) ∞ 1050 Agnes van Évreux (-)            | Simon I van Montfort (1025-1087) ∞ 1050 Agnes van Évreux (-)            | Simon I van Montfort (1025-1087) ∞ 1050 Agnes van Évreux (-)            |
| Ouders                                       | Filips I van Frankrijk (1052-1108) ∞ Bertrada van Montfort (1070-11117)   | Filips I van Frankrijk (1052-1108) ∞ Bertrada van Montfort (1070-11117)   | Filips I van Frankrijk (1052-1108) ∞ Bertrada van Montfort (1070-11117) | Filips I van Frankrijk (1052-1108) ∞ Bertrada van Montfort (1070-11117) | Filips I van Frankrijk (1052-1108) ∞ Bertrada van Montfort (1070-11117) | Filips I van Frankrijk (1052-1108) ∞ Bertrada van Montfort (1070-11117) | Filips I van Frankrijk (1052-1108) ∞ Bertrada van Montfort (1070-11117) | Filips I van Frankrijk (1052-1108) ∞ Bertrada van Montfort (1070-11117) |